# Daimí Pernía
Daimí Pernía (* 27. Dezember 1976 in La Palma, Provinz Pinar del Río) ist eine ehemalige kubanische Hürdenläuferin. 
Daimí Pernía gewann bei den Weltmeisterschaften 1999 in Sevilla Gold im 400-Meter-Hürdenlauf in 52,89 s. Ihr Vorsprung auf die Zweitplatzierte Nezha Bidouane betrug eine Hundertstelsekunde. Daimí Pernía verbesserte damit zum siebten Mal in zwei Jahren den kubanischen Landesrekord.
Sie konnte in den folgenden Jahren diese Zeit nicht mehr verbessern. Bei den Olympischen Spielen 2000 in Sydney wurde sie in 53,68 s Vierte. Im Jahr darauf gewann sie bei den Weltmeisterschaften 2001 in Edmonton in 54,51 s Bronze.
Ende 2007 beendete sie ihre Karriere, nachdem sie in ihrer letzten Saison mit 56,89 s vier Sekunden über ihrer persönlichen Bestzeit geblieben war.
Bei einer Körpergröße von 1,73 m betrug ihr Wettkampfgewicht 61 kg.